# Nouriidae
Nouriidae es una familia de foraminíferos bentónicos de la superfamilia Spiroplectamminoidea, del suborden Spiroplectamminina y del orden Lituolida. Su rango cronoestratigráfico abarca desde el Cretácico hasta la actualidad.

## Discusión
Clasificaciones previas incluían Nouriidae en el suborden Textulariina, en el orden Textulariida, o en el orden Lituolida sin diferenciar el suborden Spiroplectamminina.

## Clasificación
Nouriidae incluye a los siguientes géneros:
- Abdullaevia †
- Nouria